# Triaenodes niwai
Triaenodes niwai là một loài Trichoptera trong họ Leptoceridae. Chúng phân bố ở miền Cổ bắc.